# Lautaro de Buin
Lautaro de Buin är en fotbollsklubb från Buin, strax söder om Santiago, Chile. Klubben grundades 1 februari 1923 och spelar på Estadio Lautaro, som tar ungefär 1 100 åskådare.

## Historia
Sedan klubben grundades har den spelat i amatörserier och vann bland annat det regionala mästerskapet 1960. Den 5 april var Lautaro de Buin en av de 24 klubbarna som grundade Tercera División. Säsongen efter, 1982, var klubben nära att gå upp i proffsserierna då klubben hamnade på en andra plats i sin division. Klubben fick spela ett kvalspel, med bland annat Curicó Unido, men lyckades aldrig gå upp en division.
2009 började klubben delta i Copa Chile.